# Melica turczaninowiana
Melica turczaninowiana là một loài thực vật có hoa trong họ Hòa thảo. Loài này được Ohwi mô tả khoa học đầu tiên năm 1932.